# Brief des Paulus an Titus
| Neues Testament |
| --- |
| Evangelien |
| - Matthäus - Markus - Lukas - Johannes |
| Apostelgeschichte |
| Paulusbriefe |
| - Römer - 1. Korinther - 2. Korinther - Galater - Epheser - Philipper - Kolosser - 1. Thessalonicher - 2. Thessalonicher - 1. Timotheus - 2. Timotheus - Titus - Philemon - Hebräer |
| Katholische Briefe |
| - Jakobus - 1. Petrus - 2. Petrus - 1. Johannes - 2. Johannes - 3. Johannes - Judas                                                                                                 |
| Offenbarung |

Der Brief des Paulus an Titus ist ein Buch des Neuen Testaments der christlichen Bibel. Er wird seit dem Mittelalter in drei Kapitel unterteilt und ist eines der kürzesten Bücher der Bibel.
Der Brief selbst gibt an, vom Apostel Paulus geschrieben worden zu sein. Der Adressat Titus war dessen langjähriger Mitarbeiter.
Die Verfasserschaft des Paulus wird heute vielfach bestritten (siehe Pastoralbriefe).

## Inhalt

### Kapitel 1
Nach der Begrüßung seines Freundes und Mitarbeiters erinnert Paulus ihn an die Aufgabe, die Gemeinde in Kreta zu ordnen. Die einzusetzenden Vorsteher (Oberste, Aufseher, Lehrer, ältere, weise, verständige und erfahrene Männer, heute eher als [Hirten] zu bezeichnen) sollten demnach tadellos sein und (nur) eine Frau und gläubige Kinder haben. Diese Stelle (Tit 1,6) wird von Zölibatskritikern gerne zitiert und lehnt sich inhaltlich an 1 Tim 3,1–7 an.
Die Aufgabe war besonders schwer, da es laut Titusbrief in Kreta eine starke jüdische Gemeinde gab, von der für neubekehrte Christen einige Verwirrung ausging. (Hier wird das bekannte Paradoxon zitiert, in dem ein Kreter behauptet, alle Kreter seien Lügner, siehe auch Paradoxon des Epimenides.)

### Kapitel 2
Das Zusammenleben in der Gemeinde: Es gibt in der Gemeinde verschiedene Altersgruppen und soziale Schichten. Diese sollen sich ihren Rollen entsprechend verhalten. Die Stelle Tit 2,3–5 wird von Gegnern der feministischen Theologie gerne verwendet.
(11–15) Das rechte Leben ist nur durch die Gnade Gottes möglich.

### Kapitel 3
Auch als Christen sind wir Teil der Gesellschaft und müssen uns an die Bestimmungen der Obrigkeit halten.
Paulus wird Titus einen Stellvertreter senden, damit dieser ihn in Nikopolis besuchen kann.